# Mioara Mandea
Mioara Mandea, née en 1958 à Comanesti en Roumanie, est une géophysicienne roumano-française spécialisée dans l'étude du magnétisme et de la gravité planétaire. Ses recherches permettent de mettre en évidence diverses signatures des mouvements du noyau liquide de la Terre, à partir de données obtenues grâce à plusieurs missions spatiales françaises et européennes.

## Biographie
Mioara Mandea est diplômée en ingénierie géologique et géophysique, docteur en géophysique et prospection géophysique de l'université de Bucarest, en1993 en Roumanie. Elle est également docteur en géophysique interne de l'Institut de physique du globe de Paris (IPGP), en 1996. Elle soutient son habilitation à diriger des recherches de l'université Paris VII en 2001. Elle entre au Centre national d'études spatiales (CNES) où elle devient responsable du programme « Terre solide » de 2011 à 2021. Elle est actuellement sous-directrice « Coordination scientifique » du CNES. 
Elle a publié plus de 250 articles scientifiques et a encadré des étudiants pendant leurs études de doctorat. 

### Organismes
Mioara Mandea est membre de nombreuses sociétés savantes nationales et internationales : 
- American Geophysical Union (AGU)[6],
- Union européenne des géosciences (EGU)[7], dont elle est secrétaire générale de 2012 à 2016,
- Société géologique de France (SGF)[8] ,
- Association Internationale de Géomagnétisme et Aéronomie (d)  (AIGA), dont elle est présidente de 2019 à 2023.

## Carrière scientifique
Mioara Mandea est une géophysicienne principalement impliquée dans la mesure, la cartographie et la compréhension des différents champs magnétiques rencontrés dans l'espace près de la Terre et près des planètes semblables à la Terre. Tout au long de sa carrière, elle participe aux efforts de mesure du champ magnétique terrestre, depuis le sol et le terrain jusqu'à l'espace grâce aux instruments satellitaires embarqués par les agences spatiales française et européenne.
Elle développe ses propres recherches, en s'intéressant à la modélisation du champ magnétique interne et de ses variations temporelles (avec un accent particulier sur les secousses géomagnétiques), ainsi qu'à l'étude des autres contributions des champs (champs lithosphériques et externes). En utilisant l'information géomagnétique pour déterminer les propriétés physiques internes de la Terre (la conductivité inférieure du manteau et les mouvements des fluides à la limite noyau-manteau), elle démontre que le magnétisme terrestre doit être étudié en lien avec les champs de gravité. 
Elle participe au développement de l'observation spatiale des planètes par son implication dans la gestion de la recherche[réf. nécessaire].

## Distinctions
- 2025 : l'astéroïde (10202) Mioaramandea est nommé en son honneur[2]
- 2024 : Prix Dolomieu du BRGM et de l'Académie des sciences[13]
- 2023 : Officier de l’Ordre National du Mérite
- 2022 : Médaille Emil-Wiechert, Deutsche Geophysikalische Gesellschaft
- 2022 : Fellow of the European Academy of Sciences
- 2021 : Corresponding Member, Bureau des Longitudes - Académie des sciences, Paris
- 2020 : Citoyenne d'honneur de la ville de Bucarest (Roumanie)[4]
- 2019 : Membre de l'Académie des sciences de Russie[4]
- 2018 : Membre associée de l'Académie royale de Belgique[14]
- 2018 : Médaille Petrus Peregrinus de l'EGU[15]
- 2016 : Chevalier de l'Ordre national du Mérite[16]
- 2015 : Membre de l'Academia Europaea[17]
- 2014 : Prix international de l'Union Américaine de géophysique[15]
- 2008 : Membre de l'Académie des sciences de Roumanie[4]
- 2000 : Médaille de l'Académie des sciences de Slovaquie[4]
- 2000 : Prix Botezatu de la Romaniae Scientiarum Societas[4]
- 1998 : Prix Hepites de l'Académie Roumaine[4]
- 1997 : Prix Van Straelen de la Société géologique de France[4]